# マーク・グッゲンハイム
マーク・グッゲンハイム（Marc Guggenheim, 1970年9月24日 - ）は、アメリカ合衆国のテレビプロデューサー、脚本家である。テレビの他にマーベルコミックスやDCコミックスの脚本を執筆している。弟は同じく脚本家のエリック・グッゲンハイムである。

## 生い立ち
ニューヨーク州ロングアイランド出身である。

## キャリア
脚本家となる前はマサチューセッツ州ボストンで弁護士として働いていた。

### テレビ
初めて脚本を手がけたのは2001年の『ザ・プラクティス ボストン弁護士ファイル』であった。『ロー&オーダー』、『Jack and Bobby』、『CSI:マイアミ』、『In Justice』などに参加した。
2008年にはグレッグ・バーランティと共にABCのシリーズ『弁護士イーライのふしぎな日常』を製作総指揮した。ABCでは後に『No Ordinary Family』も製作総指揮した。

### コミック
1990年代よりマーベルコミックスやDCコミックスで脚本を手がけていた。
2006年には『The Flash』に参加し、4代目フラッシュであるバート・アレンの死を描いた。
2007年には『アメイジング・スパイダーマン』の脚本家チームに参加し、さらに2008年には『Young X-Men』を立ち上げた
グッゲンハイムはリミテッドシリーズ『War of the Supermen』の後は『Action Comics』を引き継ぐ予定であったが、ポール・コーネルと交代した。グッゲンハイムは他のプロジェクトに取り組んだ。

## フィルモグラフィ

### テレビシリーズ
- 弁護士イーライのふしぎな日常 Eli Stone (2008-2009) 企画・製作総指揮・脚本
- ARROW/アロー Arrow (2012-2013) 企画・製作総指揮・脚本
- カーニバル・ロウ Carnival Row (2019-2023) 製作総指揮・脚本

### 映画
- グリーン・ランタン Green Lantern (2011) 原案・脚本
- パーシー・ジャクソンとオリンポスの神々/魔の海 Percy Jackson: Sea of Monsters (2013) 脚本

### コンピュータゲーム
- パーフェクトダーク ゼロ Perfect Dark Zero (2005) 脚本
- コール オブ デューティ3 Call of Duty 3 (2006) 脚本
- X-Men Origins: Wolverine (2009) 脚本